# Justicia calyculata
Justicia calyculata är en akantusväxtart som beskrevs av Defl.. Justicia calyculata ingår i släktet Justicia och familjen akantusväxter. Inga underarter finns listade i Catalogue of Life.